# Szymański
Szymański (feminine Form: Szymańska, Plural: Szymańscy) ist ein polnischer Familienname. Im deutschsprachigen Raum wird er zumeist Szymanski geschrieben. Er ist abgeleitet von der polnischen Variante (Szymon) des biblischen Namens Simon.

## Namensträger
- Achim Szymanski (* 1959), deutscher Creative Director und Schriftsteller
- André Szymanski (* 1974), deutscher Film- und Theaterschauspieler
- Antoni Szymański (1894–1973), polnischer General
- Arturo Antonio Szymanski Ramírez (1922–2018), mexikanischer Geistlicher, Erzbischof von San Luis Potosí
- Berenika Szymanski-Düll, polnische Theaterwissenschaftlerin und Hochschullehrerin
- Damian Szymański (* 1995), polnischer Fußballspieler
- Frank Szymanski (* 1956), deutscher Politiker (SPD)
- Holger Szymanski (* 1972), deutscher Politiker (NPD)
- Jake Austin Szymanski (* 1994), US-amerikanischer Schauspieler, siehe Jake T. Austin
- Jakub Szymanski (Handballspieler) (* 1983), tschechischer Handballspieler
- Jakub Szymański (Volleyballspieler) (* 1998), polnischer Volleyballspieler
- Jakub Szymański (Fußballspieler, 2000) (* 2000), polnischer Fußballspieler
- Jakub Szymański (Fußballspieler, 2002) (* 2002), polnischer Fußballspieler
- Jakub Szymański (Leichtathlet) (* 2002), polnischer Hürdenläufer
- Jan Szymański (Ringer) (* 1960), polnischer Ringer
- Jan Szymański (Eisschnellläufer) (* 1989), polnischer Eisschnellläufer
- Janusz Szymański (1958–2020), polnischer Politiker
- Jerzy Szymański (1927–2015), polnischer Opernsänger (Bass)
- Jimy Szymanski (* 1975), venezolanischer Tennisspieler
- Konrad Szymański (* 1969), polnischer Politiker (PiS) und Mitglied des Europäischen Parlaments
- Miguel Szymanski (* 1966), deutsch-portugiesischer Journalist
- Oliver Szymanski (* 1990), deutscher Regattasegler
- Paweł Szymański (Komponist) (* 1954), polnischer Komponist
- Paweł Szymański (Musiker) (* 1967), polnischer Bluesmusiker, Liedtexter und Komponist
- Rolf Szymanski (1928–2013), deutscher Künstler und Professor
- Sebastian Szymanski (Basketballspieler) (* 1975), deutscher Basketballspieler
- Sebastian Szymański (Fußballspieler) (* 1999), polnischer Fußballspieler
- Silvia Szymanski (* 1958), deutsche Musikerin und Schriftstellerin
- Tadeusz Szymański (1917–2002), polnischer Holocaust-Überlebender; Mitarbeiter des Museums Auschwitz-Birkenau
- Władysław Szymanski (1901–1940), polnischer Priester, Religionslehrer und Märtyrer der katholischen Kirche, erschossen im KZ Stutthof
- Włodzimierz Szymański (1936–2015), polnischer Jazzmusiker